# Georg Gearløs
Georg Gearløs er en fiktiv figur i Disneys tegneserier , og han er en opfinder som bor i Andeby. Han er hårdtarbejdende, og han bruger nogle gange sin tænkehat. Han har også en genial hjerne og opfinder lige fra maskiner til flyvende biler og rumfartøjer.
Til at hjælpe sig har Georg sin trofaste følgesvend Lille Hjælper, som er en lille robot med en lyspære i stedet for et hoved. Dette fremgår af en historie af Don Rosa, der også afslører, at Georg Gearløs' far også var opfinder før Georg tog over for ham.
Georgs første optræden var i historien Gladstone's Terrible Secret fra Walt Disney's Comics & Stories 140 (Anders And & Co. nr. 2 fra 1953) af Carl Barks.
Siden dukkede han også op som bifigur i historier om Grønspætterne, hvor han selv er med i korpset og udnytter sine evner i lejrlivet.